# NGC 5752
NGC 5752 (другие обозначения — MCG 7-30-60, ZWG 220.52, PGC 52685) — спиральная галактика (Sb) в созвездии Волопас.
Этот объект входит в число перечисленных в оригинальной редакции «Нового общего каталога».